# Pink Mountain Park
Pink Mountain Park är en park i Kanada.   Den ligger i provinsen British Columbia, i den centrala delen av landet, 3 400 km väster om huvudstaden Ottawa. Pink Mountain Park ligger 1 719 meter över havet.
Terrängen runt Pink Mountain Park är kuperad norrut, men söderut är den platt. Pink Mountain Park ligger uppe på en höjd. Trakten runt Pink Mountain Park är nära nog obefolkad, med mindre än två invånare per kvadratkilometer.. Det finns inga samhällen i närheten.
I omgivningarna runt Pink Mountain Park växer i huvudsak barrskog.